# The World of Cecil Taylor
The World of Cecil Taylor è un album in studio del pianista statunitense Cecil Taylor, pubblicato nel 1960.

## Tracce
1. Air (Take 28) – 8:41 (Cecil Taylor)
2. This Nearly Was Mine (Take 1) – 10:51 (Oscar Hammerstein II, Richard Rodgers)
3. Port of Call (Take 2) – 4:22 (Cecil Taylor)
4. E.B. (Take 2) – 9:59 (Cecil Taylor)
5. Lazy Afternoon – 14:52 (John Latouche, Jerome Moross)